# 코스타 콘코르디아 침몰 사고
코스타 콘코르디아호 침몰 사고(이탈리아어: Naufragio della Costa Concordia)는 2012년 1월 13일, 이탈리아 토스카나 제도의 질리오섬 인근에서 코스타 콘코르디아호가 침몰한 사고다.

## 전개
2012년 1월 13일, 이탈리아 치비타베키아 항구를 출발하여서 승객 3,216명 및 선원 1,013명, 총 4,229명을 태우고 항해하던 코스타 콘코르디아호가 티레니아해의 토스카나 제도의 질리오섬 인근에서 암초와 충돌한 뒤 선체가 점점 기울기 시작하다가 전복되어 침몰하였다.
선장 프란체스코 스케티노(Francesco Schettino)를 포함한 일부 선원들은 승객들을 배에 남겨둔 채 승객들과 배를 포기한 후 먼저 대피하려고 도주시도하다가 이탈리아 경찰에 체포되었고, 2015년 2월 11일 재판에서 선장 프란체스코 스케티노에게 2급 살인죄로 징역 16년을 선고 받았다.

## 같이 보기
- 세월호 침몰 사고